# Kreis Bolkenhain

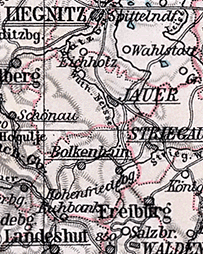
Kreis Bolkenhain 1905

Der Kreis Bolkenhain war von 1818 bis 1932 ein preußischer Landkreis in Schlesien. Seine Kreisstadt war Bolkenhain, das heutige Bolków in der Woiwodschaft Niederschlesien in Polen.

## Geschichte
Nach der Eroberung des größten Teils von Schlesien durch Preußen im Jahre 1741 wurden durch die königliche Kabinettsorder vom 25. November 1741 in Niederschlesien die preußischen Verwaltungsstrukturen eingeführt. Dazu gehörte die Einrichtung zweier Kriegs- und Domänenkammern in Breslau und Glogau sowie deren Gliederung in Kreise und die Einsetzung von Landräten zum 1. Januar 1742.
Im Fürstentum Schweidnitz, einem der schlesischen Teilfürstentümer, wurden aus alten schlesischen Weichbildern die vier preußischen Kreise Bolkenhain-Landeshut, Reichenbach, Schweidnitz und Striegau gebildet. Alle vier Kreise unterstanden der Kriegs- und Domänenkammer Breslau, bis sie im Zuge der Stein-Hardenbergischen Reformen 1815 dem Regierungsbezirk Reichenbach der Provinz Schlesien zugeordnet wurden.
Der Kreis Bolkenhain-Landeshut wurde von der Regierung in Reichenbach zum 1. Januar 1818 in die beiden Kreise Bolkenhain und Landeshut aufgespalten, die den alten schlesischen Weichbildern Bolkenhain und Landeshut entsprachen. Nach der Auflösung des Regierungsbezirks Reichenbach wurde der Kreis Bolkenhain am 1. Mai 1820 dem Regierungsbezirk Liegnitz zugeteilt. 

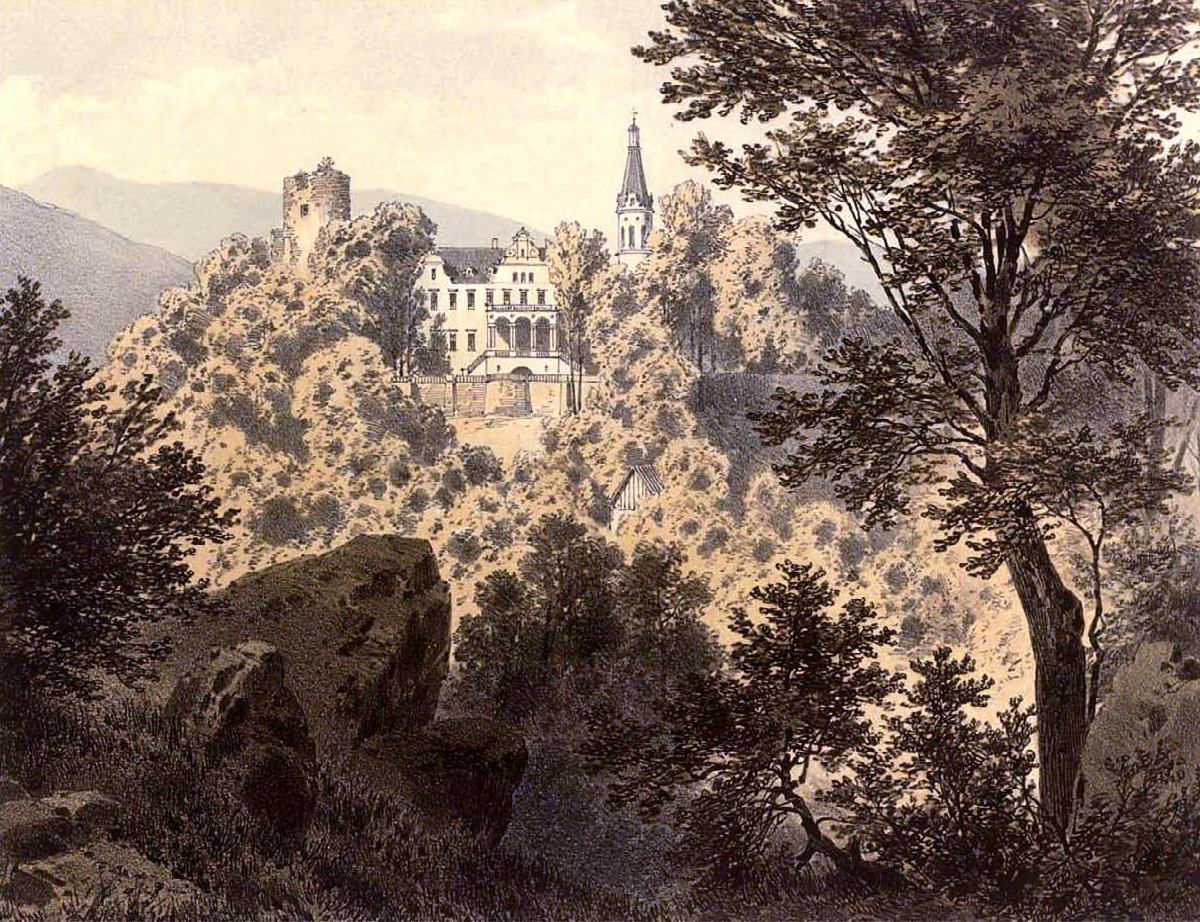
Schloss Wilhelmsburg und Ruine Nimmersath um 1860, Sammlung Alexander Duncker

### Norddeutscher Bund/Deutsches Reich
Seit dem 1. Juli 1867 gehörte der Kreis zum Norddeutschen Bund und ab dem 1. Januar 1871 zum Deutschen Reich. Zum 8. November 1919 wurde die Provinz Schlesien aufgelöst. Aus den Regierungsbezirken Breslau und Liegnitz wurde die neue Provinz Niederschlesien gebildet. Zum 30. September 1928 wurden im Kreis Bolkenhain entsprechend der Entwicklung im übrigen Preußen alle Gutsbezirke aufgelöst und benachbarten Landgemeinden zugeteilt.
Zum 1. Oktober 1932 wurde der Kreis Bolkenhain im Rahmen einer preußischen Kreisreform aufgelöst und zunächst in den Kreis Landeshut eingegliedert. Bei einer erneuten Neugliederung am 1. Oktober 1933 kamen alle seine ehemaligen Gemeinden zum Kreis Jauer.

## Einwohnerentwicklung
| Jahr | Einwohner | Quelle |
| ---- | --------- | ------ |
| 1819 | 26.131    | [ 9 ]  |
| 1846 | 32.788    | [ 10 ] |
| 1871 | 32.401    | [ 11 ] |
| 1885 | 31.805    | [ 12 ] |
| 1900 | 29.526    | [ 13 ] |
| 1910 | 29.991    | [ 13 ] |
| 1925 | 29.779    | [ 14 ] |

## Landräte
1818–182300Johann Ernst Oswald von Richthofen, von 1805 bis 1817 Landrat des Kreises Bolkenhain-Landeshut
1824–185600Friedrich von Seherr und Thoß
1856–186600Julius von Bülow
1866–187400Timotheus von Schweinitz und Crain
1874–190100Johann von Loesch
1901–191900Georg von Loesch
1919–192000Christel Bothe
1920–193100Alfred Kieckebusch (* 1877)
1931–193200Theodor Parisius (1896–1985)

## Gemeinden
Der Kreis Bolkenhain umfasste zuletzt zwei Städte und 43 Landgemeinden:
| - Alt Reichenau - Alt Röhrsdorf - Blumenau - Bohrauseifersdorf - Bolkenhain, Stadt - Börnchen - Dätzdorf - Einsiedel - Falkenberg - Giesmannsdorf - Girlachsdorf - Gräbel - Halbendorf - Hausdorf - Hohenfriedeberg, Stadt | - Hohenhelmsdorf - Hohenpetersdorf - Kauder - Langhelwigsdorf - Merzdorf - Möhnersdorf - Neu Reichenau - Nieder Baumgarten - Nieder Kunzendorf - Nimmersath - Ober Baumgarten - Ober Hohendorf - Ober Kunzendorf - Ober Rohnstock - Oberlauterbach | - Polkau - Quolsdorf - Rohnstock - Rudelstadt - Ruhbank - Schollwitz - Schweinhaus - Schweinz - Simsdorf - Streckenbach - Thomasdorf - Wederau - Wiesau - Wolmsdorf - Würgsdorf |

Bis 1929 fanden im Kreis die folgenden Eingemeindungen statt:
- Adlersruh, am 1. April 1924 zu Rudelstadt
- Klein Waltersdorf, am 1. April 1929 zu Bolkenhain
- Neu Röhrsdorf, am 1. April 1929 zu Alt Röhrsdorf
- Preilsdorf, am 1. April 1929 zu Kauder
- Prittwitzdorf, am 1. April 1929 zu Rudelstadt
- Wernersdorf, am 1. April 1929 zu Merzdorf
- Wiesenberg, am 1. April 1929 zu Hohenpetersdorf